# Foshagita
La foshagita és un mineral de la classe dels silicats. Rep el nom en honor de William Frederick Foshag (Sag Harbour, Nova York, Estats Units, 17 de març de 1894 – Westmoreland Hills, Maryland, EUA, 21 de maig de 1956), químic i mineralogista, conservador de minerals de la Smithsonian Institution.

## Característiques
La foshagita és un silicat de fórmula química Ca₄(Si₃O9)(OH)₂. Cristal·litza en el sistema triclínic. És un mineral dimorf de la trabzonita.
Segons la classificació de Nickel-Strunz, la foshagita pertany a «09.DG - Inosilicats amb 3 cadenes senzilles i múltiples periòdiques» juntament amb els següents minerals: bustamita, ferrobustamita, pectolita, serandita, wol·lastonita, wol·lastonita-1A, cascandita, plombierita, clinotobermorita, riversideïta, tobermorita, jennita, paraumbita, umbita, sørensenita, xonotlita, hil·lebrandita, zorita, chivruaïta, haineaultita, epididimita, eudidimita, elpidita, fenaksita, litidionita, manaksita, tinaksita, tokkoïta, senkevichita, canasita, fluorcanasita, miserita, frankamenita, charoïta, yuksporita i eveslogita.

## Formació i jaciments
Va ser descoberta a les pedreres Crestmore, situades a la localitat homònima, dins el comtat de Riverside (Califòrnia, Estats Units). Tot i tractar-se d'una espècie no gaire habitual ha estat descrita en tots els continents del planeta a excepció de l'Antàrtida.